# IRAS F10565+2448
IRAS F10565+2448 – system galaktyk będących w trakcie zderzenia, znajdujących się w konstelacji Lwa w odległości około 600 milionów lat świetlnych od Ziemi. Dowodem zderzenia galaktyk są pasma pyłu większej galaktyki oraz wyraźny, zakrzywiony łuk mniejszej rozciągnięty z dala od jej centrum. Do tego nowo powstającego systemu może należeć również trzeci pobliski obiekt, jednak jego charakter nie został jeszcze poznany.